# Anopheles melas
Anopheles melas este o specie de țânțari din genul Anopheles, descrisă de Theobald în anul 1903. Conform Catalogue of Life specia Anopheles melas nu are subspecii cunoscute.